# Giuni Russo. Da un'estate al mare al Carmelo
(Franco Battiato)
(Gianfranco Capitta)
Giuni Russo. Da un'estate al mare al Carmelo è un cofanetto contenente la biografia della cantautrice italiana Giuni Russo, scritta da Bianca Pitzorno ed edita da Bompiani, un EP con brani inediti e il DVD con la ristampa del docufilm La sua figura.
Il libro è di 288 pagine ed è stato pubblicato il 7 settembre 2009.

## Capitoli del libro
- Giuni (a cura di Franco Battiato)
- Nota dell'autrice (a cura di Bianca Pitzorno)

1. Sogni
2. Intermezzo
3. La gavetta
4. Voce prigioniera
5. Voce libera. Voce senza confini
6. Ricerca di assoluto
7. Carmelitana d'amore

- Appunti sulla vocalità di Giuni Russo (a cura di Michele Fedrigotti)
- Discografia
- Crediti DVD La sua figura
- Crediti CD Giuni Russo

## EPGiuni Russo
In questo EP Giuni Russo, vengono pubblicate quattro tracce di demo originali, inedite.
Tra i demo originali, compare la prima versione inedita di Morirò d'amore, che fu boicottata, per ben due volte (Sanremo 1989 e Sanremo 1997), in quanto definito da Pippo Baudo, "stonato", ma poi ammesso, incredulamente, a Sanremo 2003.
In questa splendida versione, l'arrangiamento è curato, sempre da Roberto Colombo, ma senza la collaborazione di Franco Battiato e per il testo, di Vania Magelli.
L'inedito La sua voce (Come sei bella), scritto dalla stessa Giuni, a metà anni novanta.
Un altro demo originale è la prima versione di Moro perché non moro, scritta dalla stessa Giuni con Maria Antonietta Sisini, nel 1995.
Infine, un altro brano inedito è Pekino, pubblicato nella sua unica versione "live" e tratto dal concerto di Giuni, presso l'Auditorium di Milano, il 4 aprile 2001.
Il brano è una libera e personale interpretazione rielaborata, ispirata da musiche e canti del Teatro di Pechino.

### Tracce
1. Morirò d'amore - 4:40 (G. Russo - M.A. Sisini) versione inedita
2. La sua voce (Come sei bella) - 4:38 (G. Russo) inedito, studio
3. Moro perché non moro - 3:54 (G. Russo - M.A. Sisini) versione inedita
4. La sua figura - 3:34 (G. Russo - M.A. Sisini) tratta da Demo de midi 2003
5. La sposa - 3:16 (G. Russo - M.A. Sisini) tratta da Demo de midi 2003
6. Pekino - 2:58 (G. Russo) inedito, live

### Formazione
- Voce: Giuni Russo
- Pianoforte e programmazione computer: Stefano Medioli (6)
- Fisarmonica e Tastiera: Corrado Medioli (6)
- Violoncello e Sax soprano: Marco Remondini (6)

### Crediti
- Produzione: Maria Antonietta Sisini
- Arrangiamento: Roberto Colombo (1)
- Arrangiamento: Alberto Radius (2)
- Arrangiamento: Umberto Jervolino (3)
- Arrangiamento: Alessandro Nidi (4), (5)
- Masterizzazione: presso il "Nautilus" da Pietro Caramelli
- Registrazione: presso l'Auditorium di Milano, il 4 aprile 2001 (6)

## DVDLa sua figura
È la ripubblicazione del docufilm La sua figura, diretto da Franco Battiato ed uscito il 16 novembre 2007, prodotto da Maria Antonietta Sisini.
Si tratta di un ritratto artistico e umano inedito di Giuni Russo, attraverso filmati d'archivio, che vanno dagli esordi alle ultime apparizioni televisive, con la partecipazione dal vivo di artisti come Alice, Lene Lovich, The Mab e dell'attrice Piera Degli Esposti. Giuni si racconta, nel corso di un'intervista, da Paolo Piccioli, dell'aprile 2001 e del settembre 2002.

## Edizione
- Bianca Pitzorno, Giuni Russo. Da un'estate al mare al Carmelo, Bompiani, 2009. ISBN 978-88-452-6353-8.